# Abbaye Saint-Pierre-et-Saint-Paul de Wissembourg
L'abbaye Saint-Pierre-et-Saint-Paul de Wissembourg (allemand : Kloster Weißenburg), également abbaye bénédictine de Wissembourg, est une ancienne abbaye bénédictine (devenant collégiale entre 1524 et 1789) à Wissembourg en Alsace, France.

## Historique

### Fondation et développement (VIIesiècle-IXesiècle)
L'abbaye de Wissembourg a été fondée vers 660 par l'évêque de Spire, Dragobodo ou probablement par des moines venus de Lorraine.
Grâce aux dons de la noblesse et des propriétaires fonciers locaux, le monastère acquiert rapidement des biens et des domaines en Alsace, dans l'électorat du Palatinat et dans le comté du Rhin occidental d'Ufgau. En conséquence, des fermes seigneuriales et des fermes paysannes ont été mises en place et un système agricole a été introduit pour créer des terres arables fertiles.
Au XIIe siècle, il était important pour le monastère, devenu riche, de se distancer de l'évêque de Spire et de son influence. À cette fin, une nouvelle charte apocryphe a été établie sur les origines du monastère, soutenue par des documents falsifiés (une telle falsification n'avait rien d'inhabituel au Moyen Âge). Dans le cas de Wissembourg, la charte de fondation raconte que l'abbaye avait été fondée en 623 par le roi mérovingien Dagobert Ier. Des recherches historiques détaillées au cours des dernières décennies ont démontré que cela n'aurait probablement pas été le cas.
Wissembourg s'est rapidement développée pour devenir l'une des abbayes les plus riches et les plus importantes sur le plan culturel d'Allemagne. Dès 682, elle a pu acheter des parts dans une saline de Vic-sur-Seille pour la somme princière de 500 solidi. En 760 Pépin le Bref accorde l'immunité à l'abbaye sur toutes ses terres (le domaine du Mundat). Une église abbatiale est consacrée en 803. La même année l'abbaye est ravagée par un incendie.

### Apogée et déclin (Xesiècle-XVesiècle)
L'école monastique et le scriptorium sont à leur apogée vers 850. Le Livre de l'Évangile (Evangelienbuch) écrit vers 860 par un moine, Otfrid de Weissenburg, a représenté une étape importante dans le développement de la langue et de la littérature allemandes. À cette époque, l'abbaye était sous la responsabilité de l'abbé Grimald de Weissenburg, qui était également l'abbé de l'abbaye de Saint-Gall et chancelier de l'empereur Louis II de Germanie, et était donc l'une des figures les plus importantes de l'ensemble de l'Église impériale allemande. 
En 974, le monastère est élevé, avec le Mundat, au rang de principauté du Saint-Empire romain germanique. Les abbés deviennent princes-abbés et siégèrent aux diètes d'Empire où ils ont préséance sur l'évêque de Spire (du diocèse duquel ils faisaient partie).
L'abbaye perd cependant une possession importante lorsqu'en 985 le duc salien Otto s'approprie 68 des paroisses qui lui appartenaient avant le soi-disant vol d'église salienne (Salischer Kirchenraub). Mais surtout, c'est le passage d'une situation dans laquelle l'abbaye gérait elle-même ses domaines monastiques à un système féodal dans lequel les domaines étaient concédés en tant que fiefs, qui aboutit à la perte de la plupart des biens de l'abbaye. En effet, au fil du temps, leurs vassaux considéraient leurs fiefs comme des alleux, c'est-à-dire comme des propriétés en pleine propriété. Ainsi, les domaines monastiques autrefois étendus s'évaporent de plus en plus. Au XVIe siècle, il ne reste plus que trois domaines sur les milliers que l'abbaye possédait : il s'agit de Steinfeld, Schweighofen et Koppelhof ; en outre, l'abbaye avait des droits de dîme à Wissembourg et à Bergzabern, ce qui lui donnait un revenu annuel de 1 500 florins.
L'abbaye est à nouveau gravement incendiée en 985 et en 1004. Au XIe siècle, elle est restaurée, partiellement reconstruite et entourée d'une enceinte fortifiée en maçonnerie avec tours. À l'extérieur, aux points cardinaux, sur les routes menant à l'abbaye, quatre fermes avec chapelle sont transformées en prieurés : Saint-Paul, qui seul subsiste, Saint-Rémi, Saint-Pantaléon et Saint-Germain. Ces prieurés sont fortifiés pour servir de refuge. De l'abbaye romane il ne subsiste la tour-clocher et une chapelle au nord-est de l'église.
Entre 1262 et 1293, à l'époque de son déclin, l'abbé Edelin tente d'arrêter la perte des domaines monastiques et de récupérer ses biens volés en compilant un registre des possessions de l'abbaye dans un nouveau registre. Cet index, appelé Codex Edelini ou Liber Possessionum, est actuellement conservé aux archives de Spire (Landesarchiv Speyer).
La reconstruction de l'abbatiale en style gothique, la construction du cloître et de la salle capitulaire ont lieu dans la seconde moitié du XIIIe et dans la première moitié du XIVe siècle.

### Sécularisation et dissolution (XVIesiècle-XIXesiècle)
En 1524, l'abbaye, désormais extrêmement endettée, est sécularisée et transformée en collégiale laïque à l'instigation de son dernier abbé, Rüdiger Fischer, puis en 1546, la collégiale est subordonnée à l'autorité de l'évêché de Spire.
La plus grande partie de la riche bibliothèque monastique est allée au XVIIe siècle à la bibliothèque Herzog-August à Wolfenbüttel, les archives de l'abbaye ont en grande partie disparue dans la confusion de la période révolutionnaire.
Les anciens bâtiments conventuels et les dépendances sont remaniés, la construction du doyenné et de dix maisons de chanoines est entreprise entre 1760 et 1784.
Le prévôt-princier de Wissembourg avait un vote individuel dans la diète d'Empire (Reichsfürstenrat) du Saint-Empire romain germanique. À la suite de la Révolution française, le collège est dissout en 1789 et les chanoines quittent Wissembourg en 1790.

## Territoires et dépendances
En 1764, la prévôté (Propstei) princière de Wissembourg comprend les bureaux et les domaines suivants (dans l'orthographe d'aujourd'hui) :
1. le bureau du prévôt avec un maître de maison (Hofmeister), le conseil du prévôt (Probsteirat), des secrétaires, un architecte (Baumeister) et des messagers (Boten)
2. le tribunal (Staffelgericht) de Wissembourg avec neuf fonctionnaires
3. l'avouerie (Fauthei) de Schlettenbach avec quatre fonctionnaires et les villages de Bobenthal, Bundenthal, Bärenbach, Finsternheim et Erlenbach
4. le tribunal de première instance (Propsteigericht) dans le district de Zweibrücken à Cleebourg avec trois fonctionnaires
5. les districts d'Altstadt et de Saint-Remy avec onze fonctionnaires et les villages de Großsteinfeld, Kleinsteinfeld, Kapsweyer, Saint-Remy, Schweighofen, Schleithal et Oberseebach
6. l'intendance (Schaffnerei) de Haguenau avec deux fonctionnaires de l'abbaye de Sainte-Walburge
7. le bureau de l'écoutète (Schultheißerei) d'Uhlwiller près de Haguenau

Vers la fin du XVIIIe siècle, les territoires de la prévôté de Wissembourg couvraient 28 miles carrés avec 50 000 habitants.

## Architecture
Abbaye
L'abbaye est située entre deux bras de la rivière Lauter, autrefois reliés par un canal (à l'emplacement de la rue Stanislas). L'enclos de l'abbaye était fortifié et de forme arrondie, il en subsiste une tour (Scharterturm) et le mur d'enceinte ouest. Au centre se situe l'église abbatiale et la salle capitulaire (devenue sacristie), au nord le cloître et les bâtiments conventuels dont une chapelle romane, au sud la maison du receveur, les granges, la maison aux dîmes et les deux hôtelleries, à l'ouest, les maisons du doyen et des chanoines, cet espace ouest a été réorganisé entre 1769 et 1784 avec un architecte parisien.
Abbatiale
Plus vaste église gothique d'Alsace après la cathédrale de Strasbourg, l'abbatiale a été construite de 1265 à 1284 à l'emplacement d'un premier édifice du début du XIe siècle dont il reste le clocher roman à l'ouest. 
L'église abbatiale est orientée, appareillée en grès, entièrement voûtée d'ogives (arcs-boutants sous les toits des bas-côtés, contreforts extérieurs à pinacles). Le vaisseau central et les bas-côtés ont sept travées avec grandes arcades en arc brisé. 
À la place du deuxième bas-côté nord se situe le cloître.
Salle capitulaire
La salle capitulaire occupe un corps de bâtiment gothique, de plan carré, sous grand toit à croupes, situé entre le bras nord du transept et la chapelle romane. Dans la façade ouest, une porte (aujourd'hui murée) donnait accès au cloître. Devant la façade est se situe une absidiole à cinq pans. La salle est voûtée de quatre croisées d'ogives, ornées de rinceaux peints, chacune des quatre travées de la voûte comporte une clef sculptée. Les nervures retombent sur une colonne centrale, sans chapiteau, et sur des culots le long des quatre murs. Les murs occupés par des armoires de sacristie, sont ornés en partie haute de peintures et d'inscriptions réalisées autour de 1875.
Cloître
La galerie sud du cloître est accolée au bas-côté nord de l'église et comporte (comme celui-ci) sept travées contrebutées de contreforts massifs. La galerie est, contre la salle capitulaire, ne comporte qu'une travée et demie. Un ensemble 31 monuments funéraires (dalles, tombeaux, sarcophages) sont exposés contre le murs de l'église.
Bâtiment conventuel avec chapelle romane
Le bâtiment conventuel actuel abrite, du sud au nord, un étroit passage transversal, un escalier et la chapelle. La voûte en berceau plein cintre du passage repose sur une corniche chanfreinée. À l'étage se situait le dortoir. 
La chapelle comporte une nef à trois vaisseaux de quatre travées, les trois premières sont voûtées d'arêtes, la dernière, à l'est, est voûtée en berceau. Les voûtes retombent sur six colonnes centrales et sur 1dix colonnes engagées au tiers dans les murs ouest, nord et sud. Les chapiteaux sont cubiques avec astragale et abaque chanfreinées.
Bâtiment conventuel, réfectoire
Le second bâtiment conventuel ayant abrité le réfectoire, de plan rectangulaire allongé, est situé au nord de l'église et orienté est-ouest. 
Enceinte et tour
Le tracé de l'enceinte médiévale est quasiment intégralement conservé et est de forme arrondie. À l'est et au sud, des bâtiments anciens sont adossés au mur ou reconstruits sur ses fondations. À l'ouest, près du bras de la Lauter, il est conservé sur environ trois mètres de haut. À l'extrémité nord-ouest et sur quelques mètres au nord, le mur conservé est haut d'environ six mètres. 
La tour, dite Schartenturm, située au sud-ouest, est de plan carré avec toit en pavillon et comporte trois étages. 
Hôtel du doyen
L'hôtel destiné au doyen du chapitre, de style néo-classique, est achevé en 1784. Vendu comme bien national, il devient tribunal départemental, puis sous-préfecture jusqu'en 1871, héberge l'administration de la Kreisdirektion et redevient en 1918 sous-préfecture. Il est situé dans l'alignement de la rue, est de plan rectangulaire et comporte un léger avant-corps central vers l'est (rue) et vers l'ouest (cour).
Maison jumelée de chanoines
La maison jumelée de chanoines, de style néo-classique, est situé au nord-ouest de l'abbatiale, à côté de l'hôtel du doyen. Il comporte deux unités d'habitation réunies sous un seul toit à versants brisés et une longue façade comptant quatorze travées de baies.
Maison du receveur du chapitre
La maison du receveur date du milieu du XVIIIe siècle et est devenue presbytère après la Révolution. Elle est située sur le tracé de l'ancienne enceinte sud de l'abbaye. Elle est de plan rectangulaire, avec mur gouttereau sur rue et jardin, et comporte un vaste toit à versants brisés. Elle est prolongée, à l'est et à l'ouest, par une aile plus étroite, sous toit à longs pans. 
Hôtellerie, dite maison des Chevaliers
L'ancien hôtel du XVIIe siècle, réservé aux hôtes de marque et aux chevaliers qui étaient convoqués pour siéger au tribunal équestre, comporte une aile Renaissance perpendiculaire à la rue. Cette aile comporte un pignon à volutes et des décors sculptés représentent des rosaces, des têtes de lions, des têtes d'anges et d'hommes.
Hôtellerie, maison
Ces deux maisons accolées, construites sur le tracé sud de l'enceinte de l'abbaye, sont considérées comme correspondant à l'une des anciennes hôtelleries de l'abbaye. 
Maison aux dîmes
Cet édifice de la fin du XIIIe siècle a abrité le cellier et le grenier aux dîmes, puis la halle aux blés.
Grange aux dîmes
Cet édifice, qui correspond à l'ancienne grange dîmière de l'abbaye, fut probablement érigé au XVIe siècle, restauré au début du XVIIe siècle et remanié au début du XIXe siècle. Très allongée, la grange épouse la courbe de l'ancienne enceinte.
Maison de chanoines
La maison datée de 1541 et remaniée en 1865 est mitoyenne avec la maison aux dîmes à droite et la grange aux dîmes à gauche.
Maison de portier
La maison de portier, comporte un corps de logis, une annexe et une dépendance. Elle fait partie de la réorganisation de l'enclos fin du XVIIIe siècle et est la seule des deux maisons de portier à être encore présente.

## Galerie

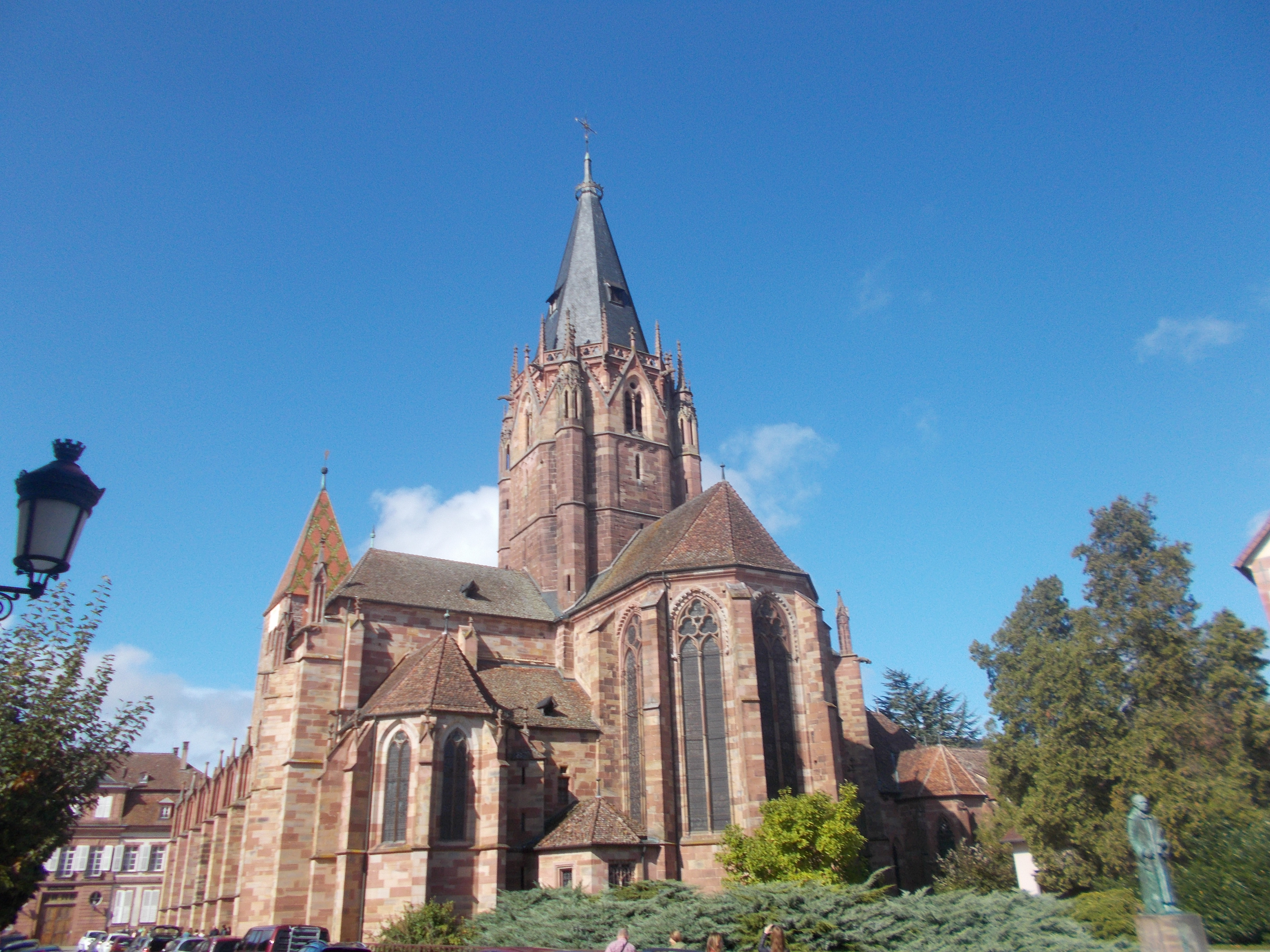
Abbatiale.
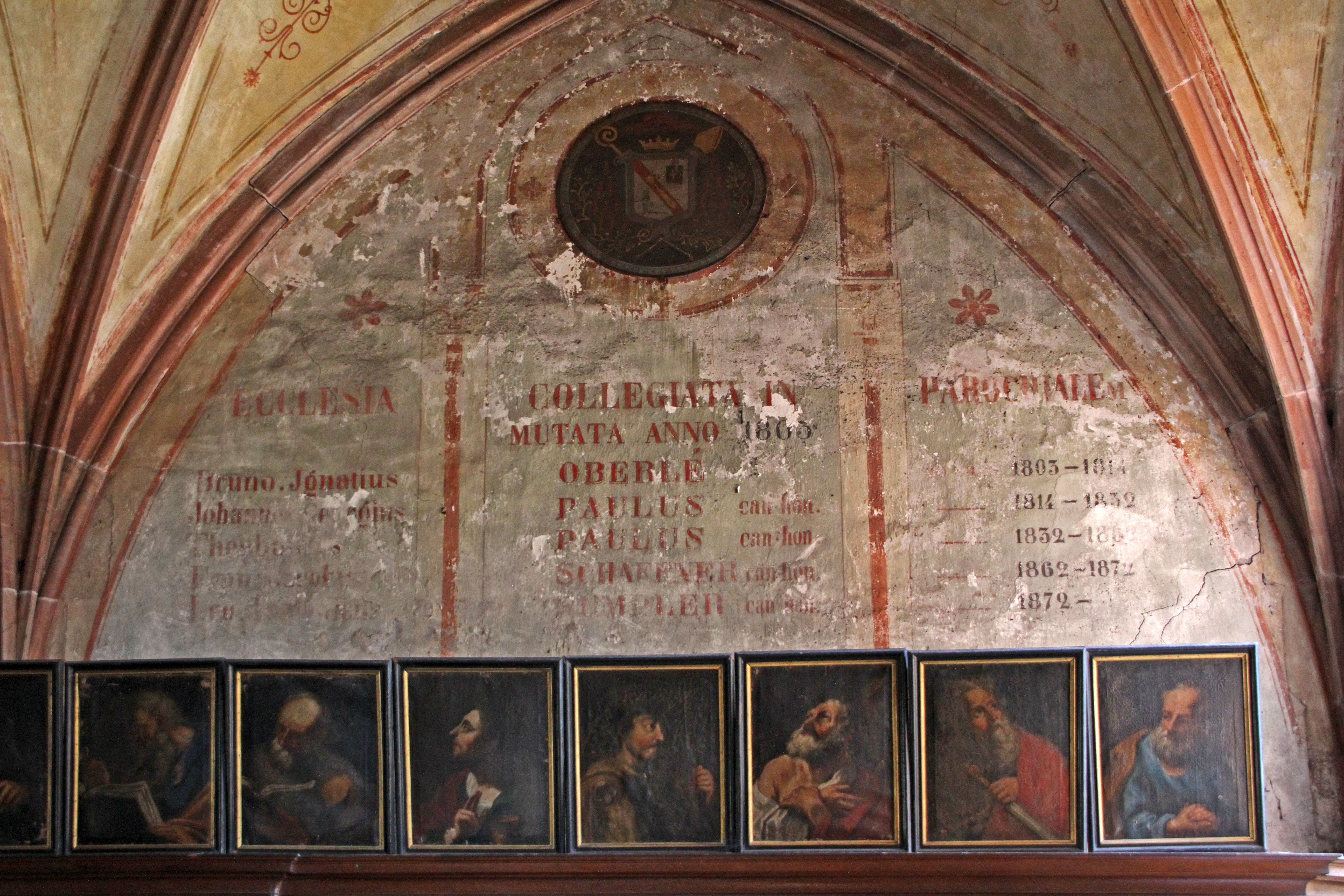
Décor peint dans la salle capitulaire.
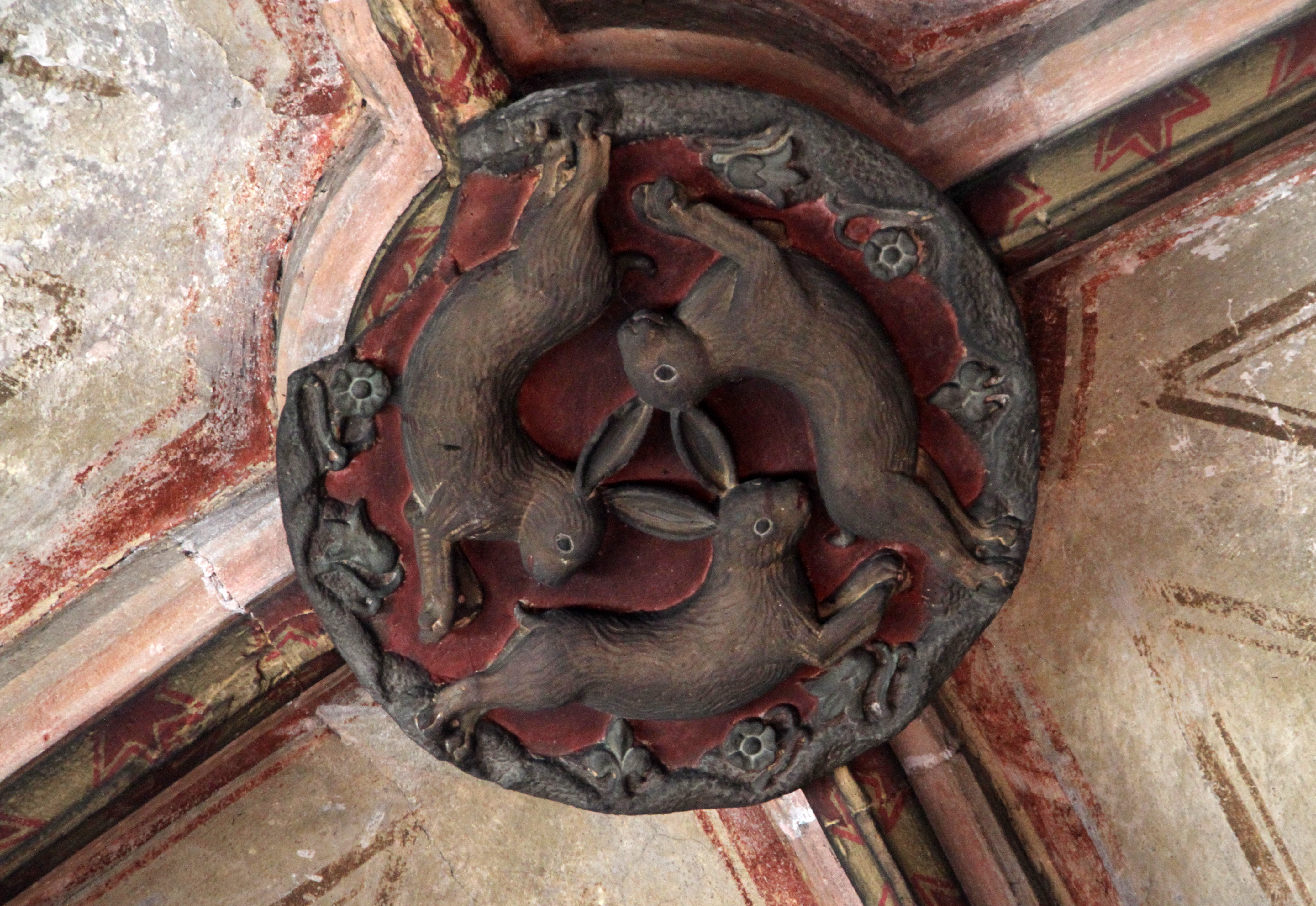
Clef de voute dans la salle capitulaire.
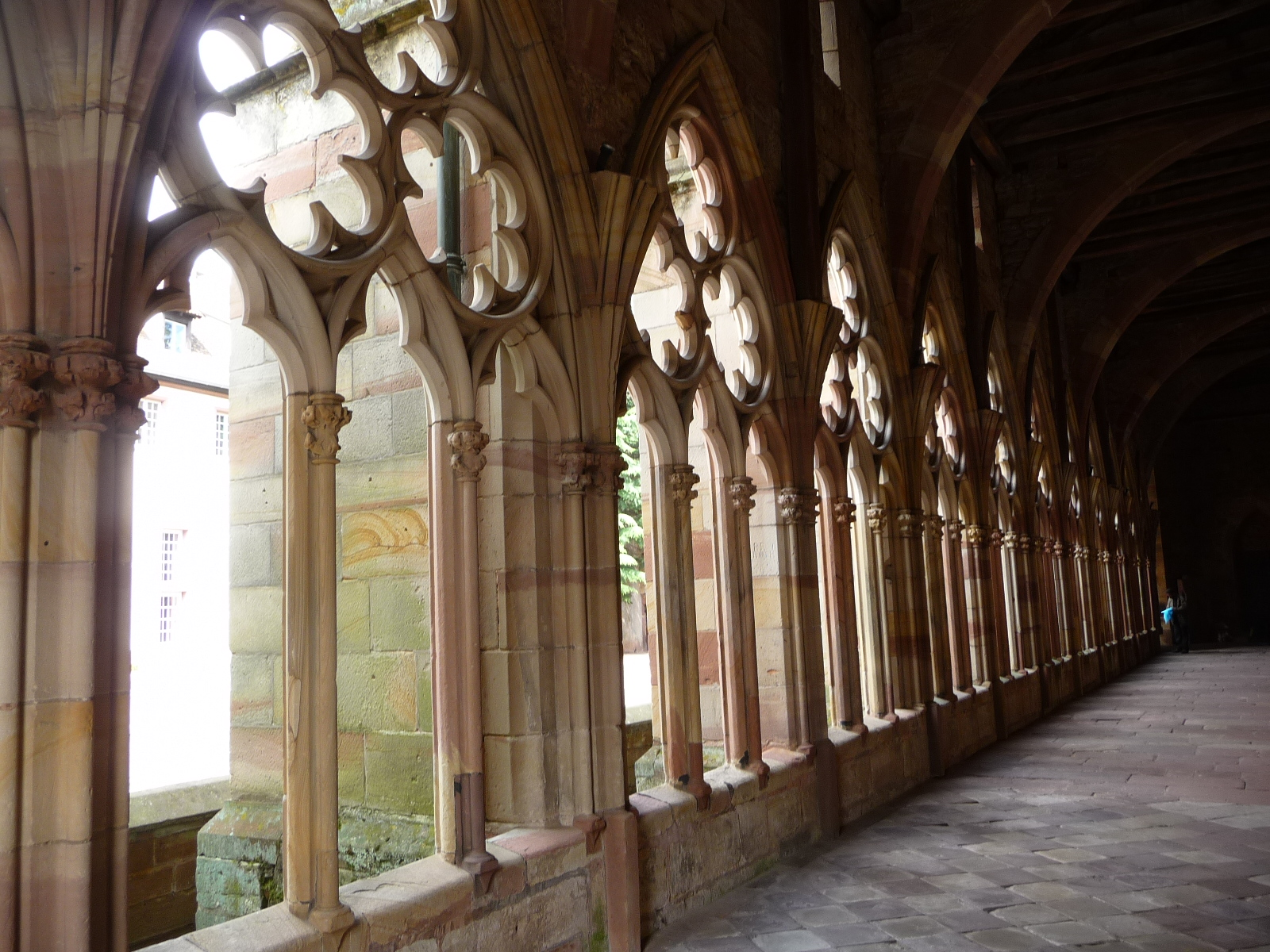
Le cloître.
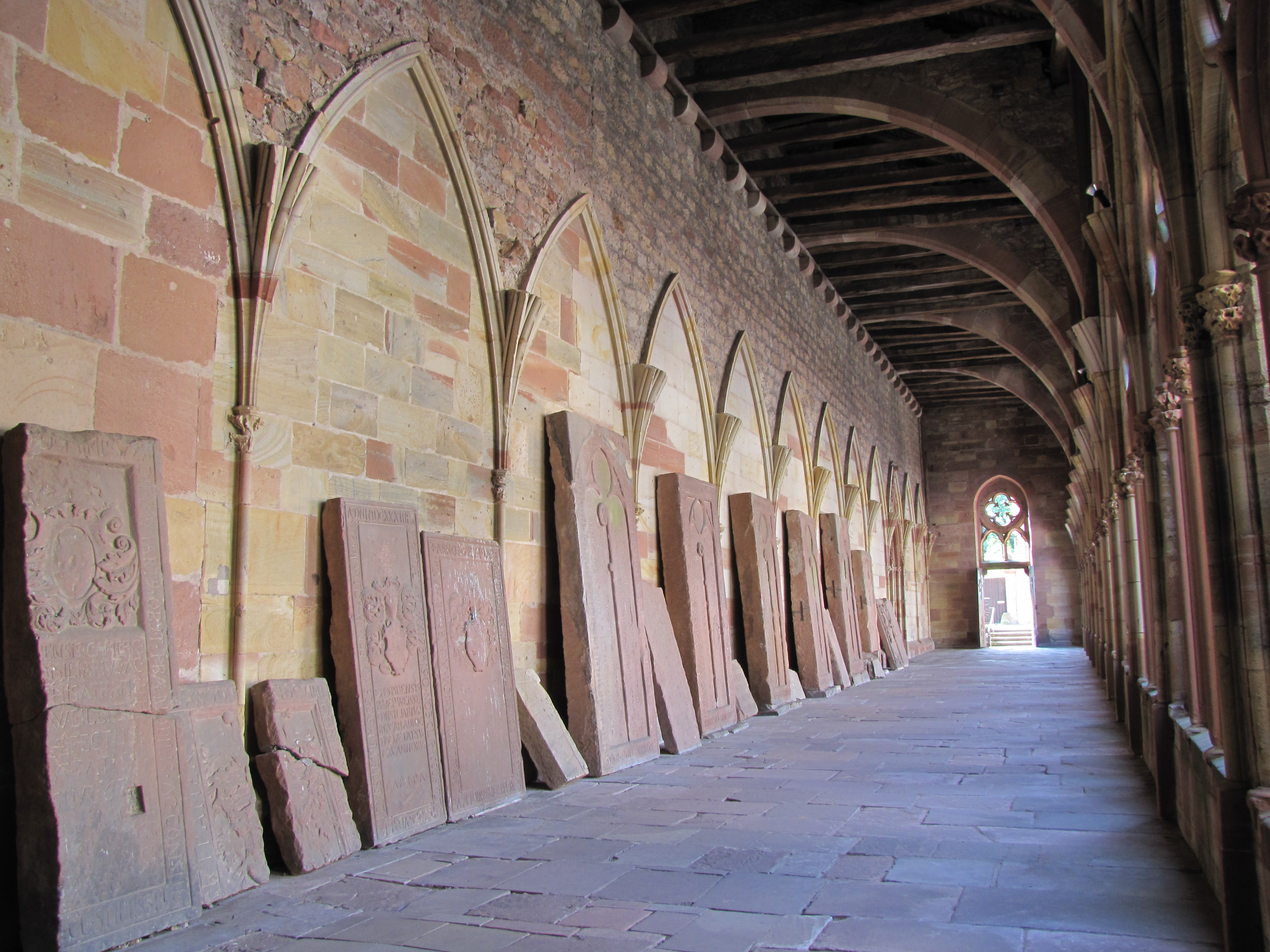
Les dalles funéraires dans le cloître.
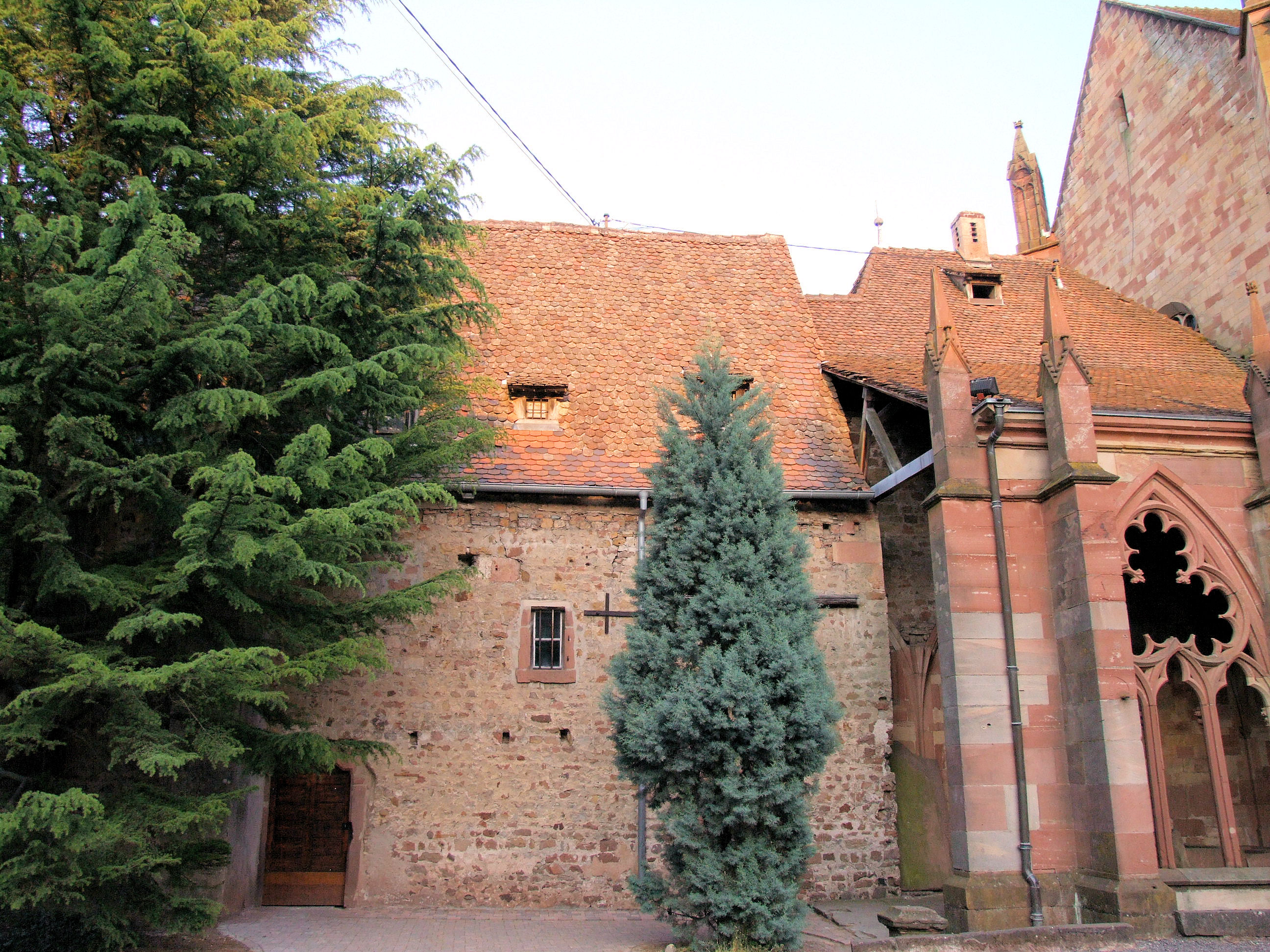
Chapelle romane attenante au cloître.
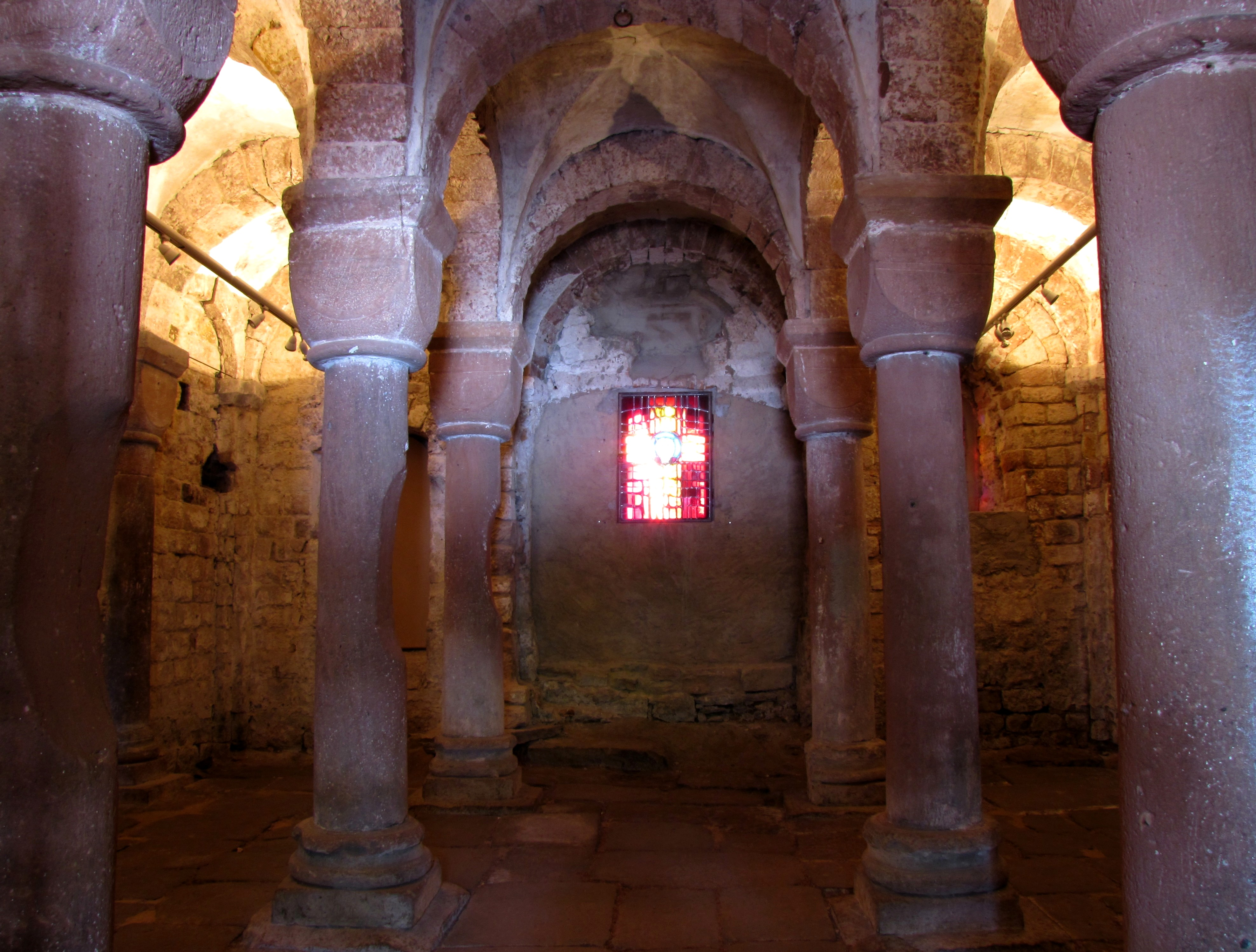
Intérieur de la chapelle romane.
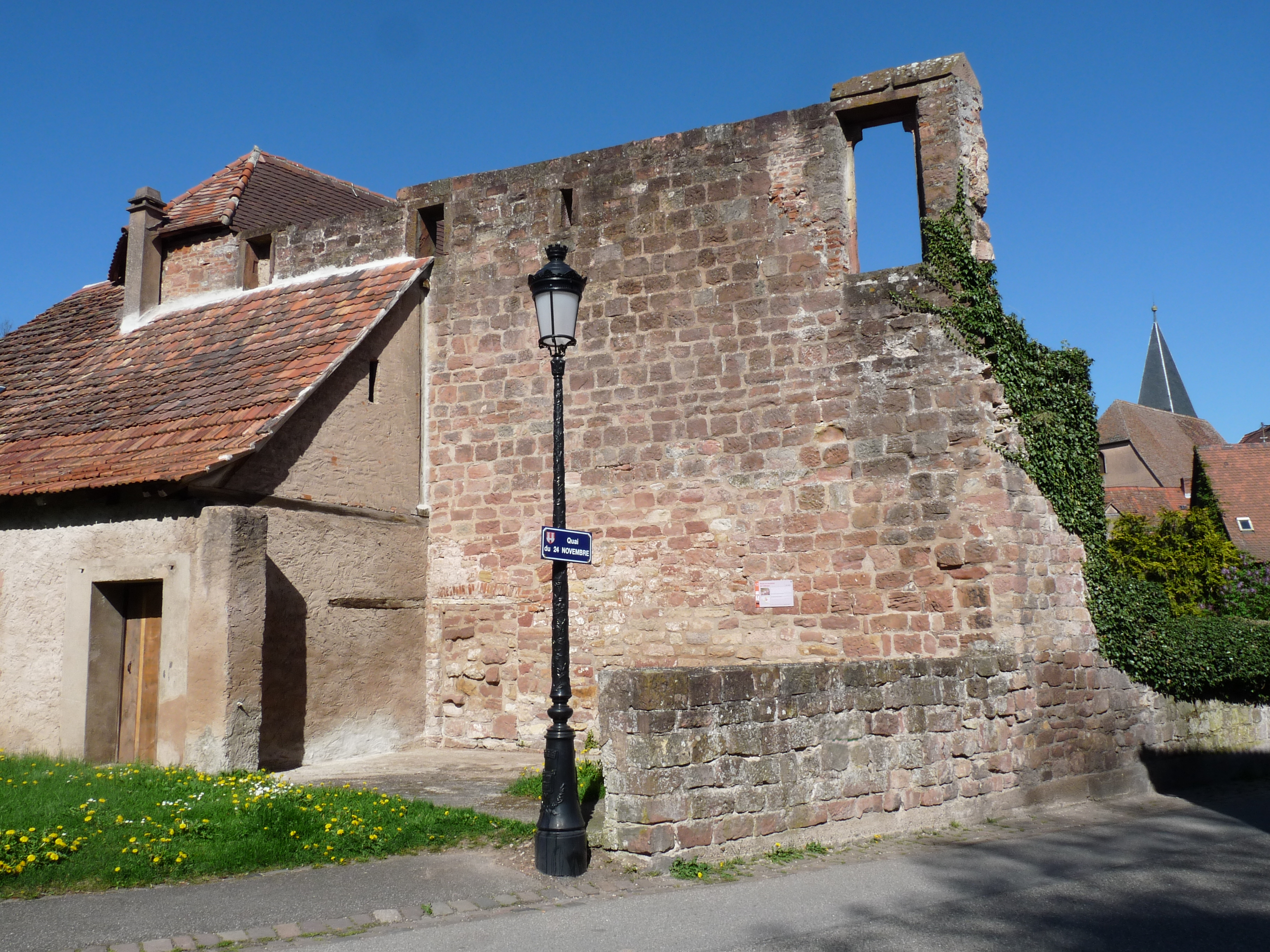
Enceinte de l'abbaye.
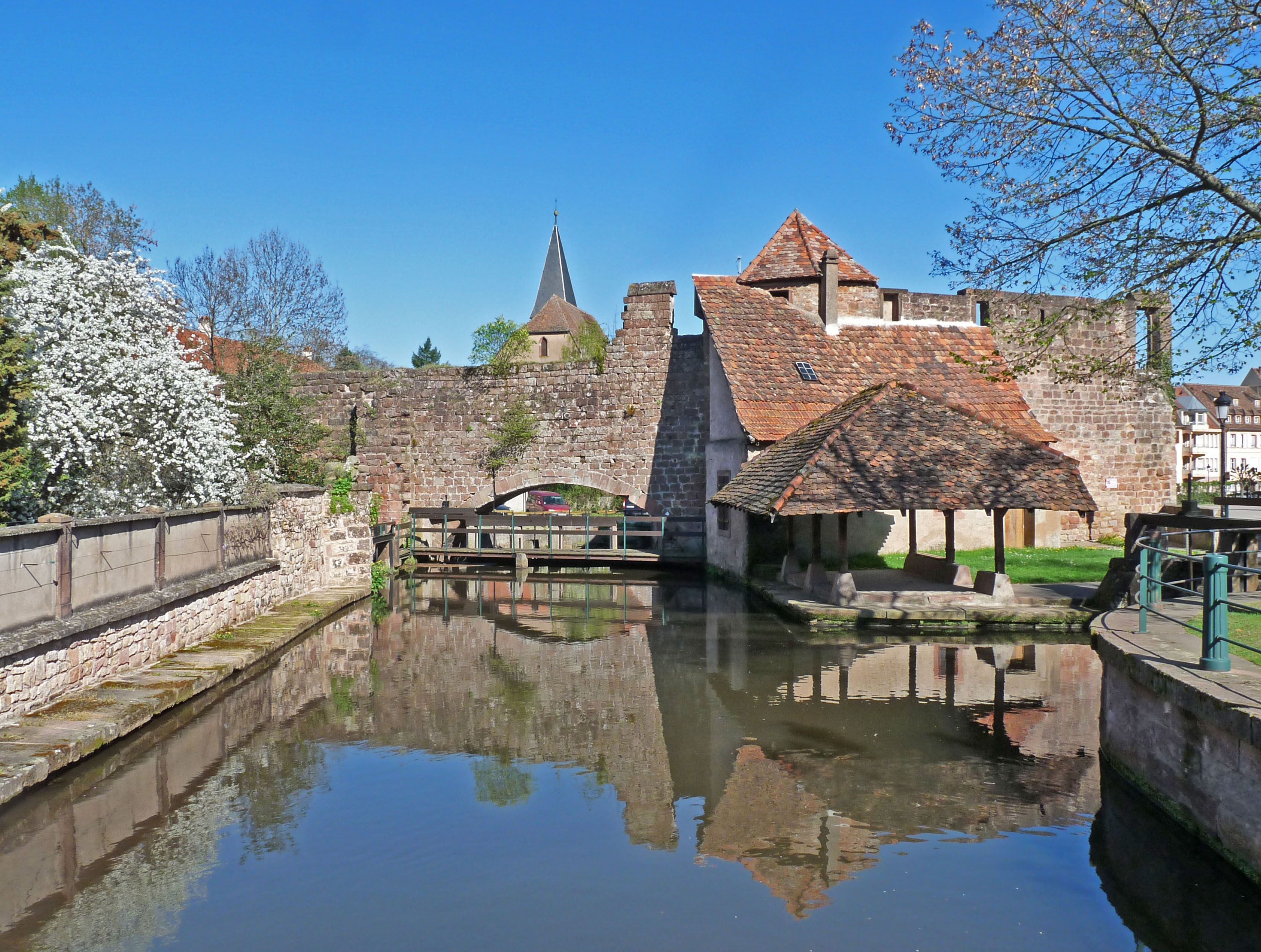
Enceinte au-dessus du canal de la Lauter.
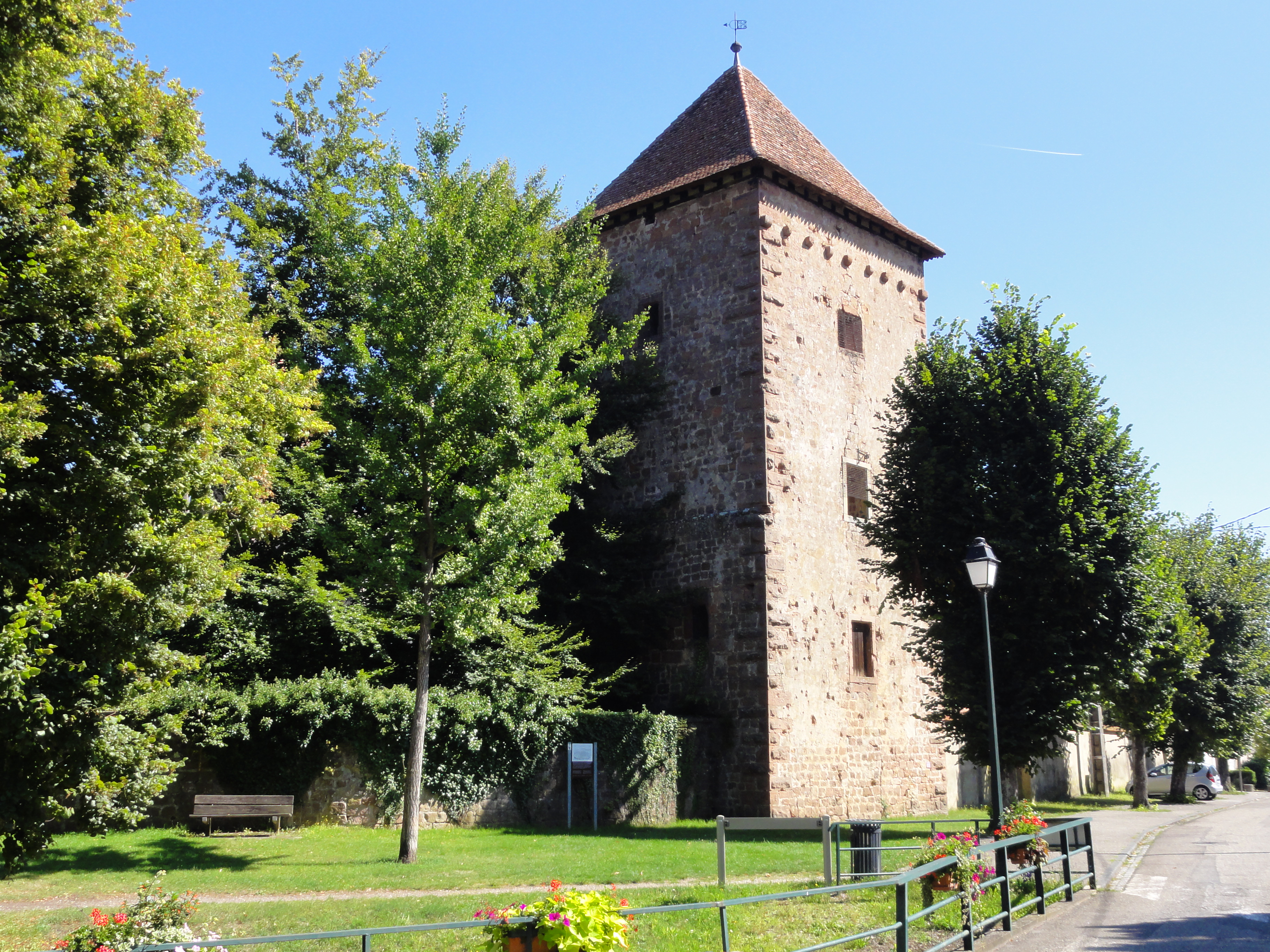
Tour dite Scharterturm.
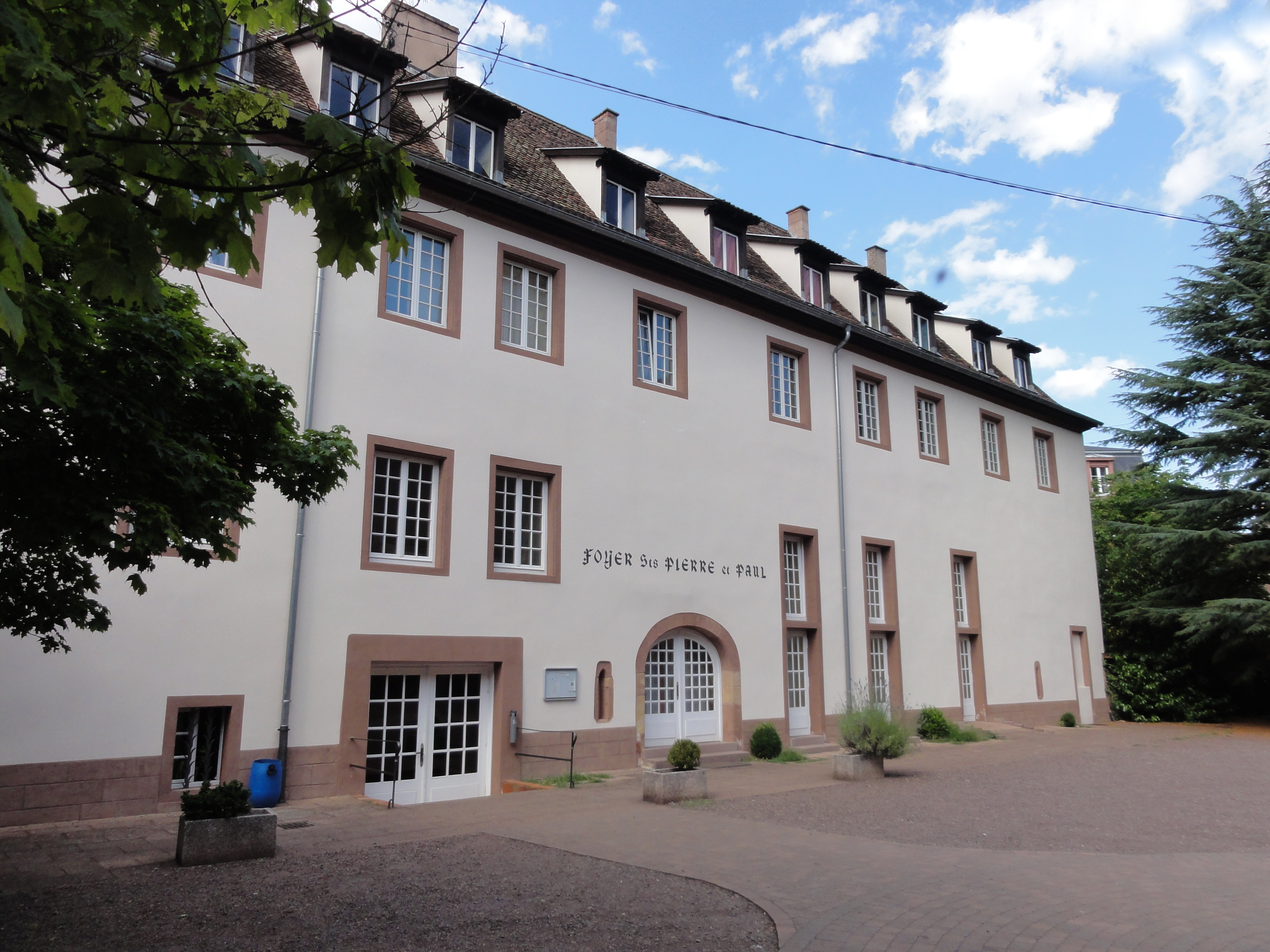
Ancien bâtiment conventuel, réfectoire.
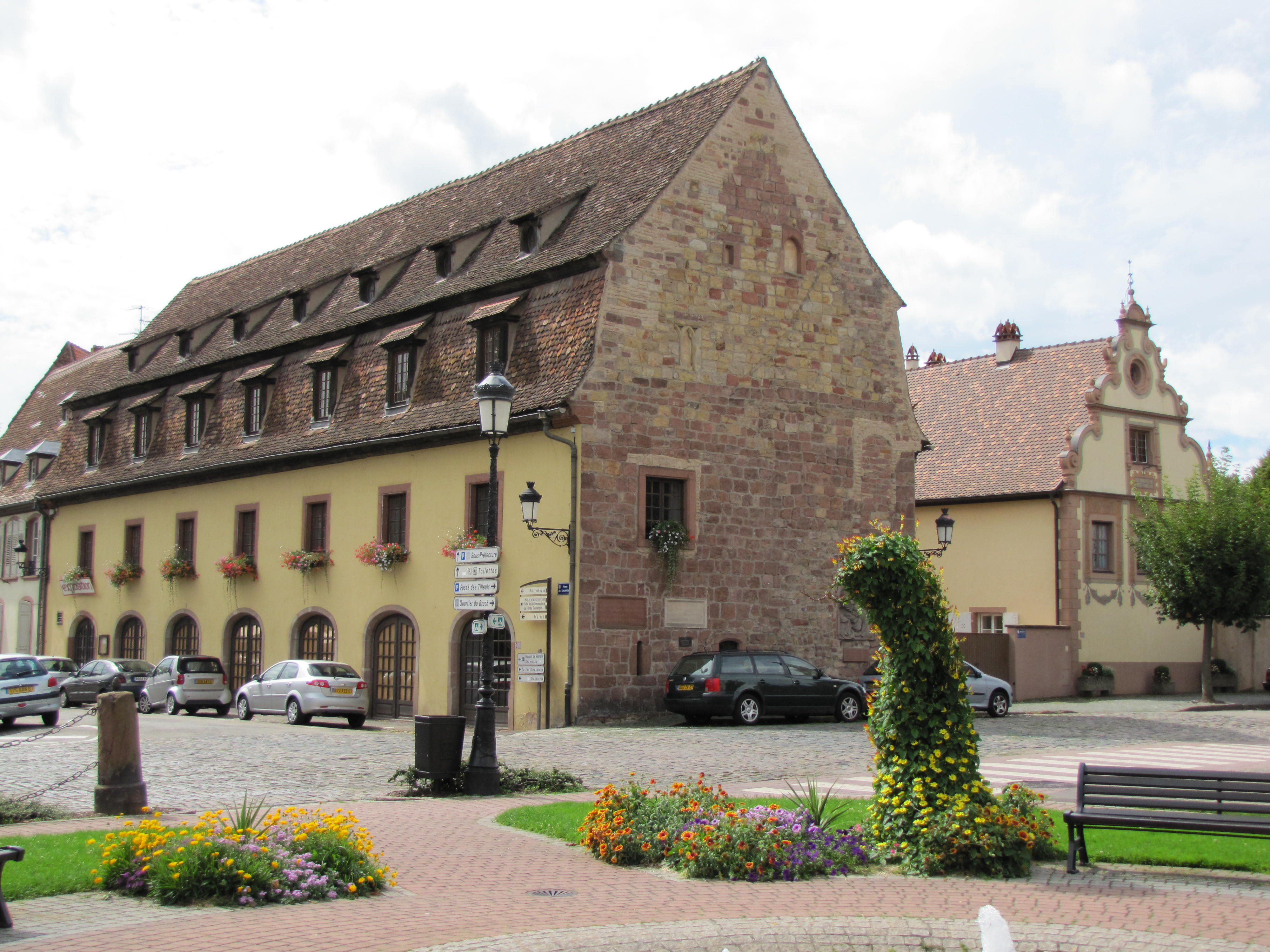
Maison aux dîmes et maison des Chevaliers.
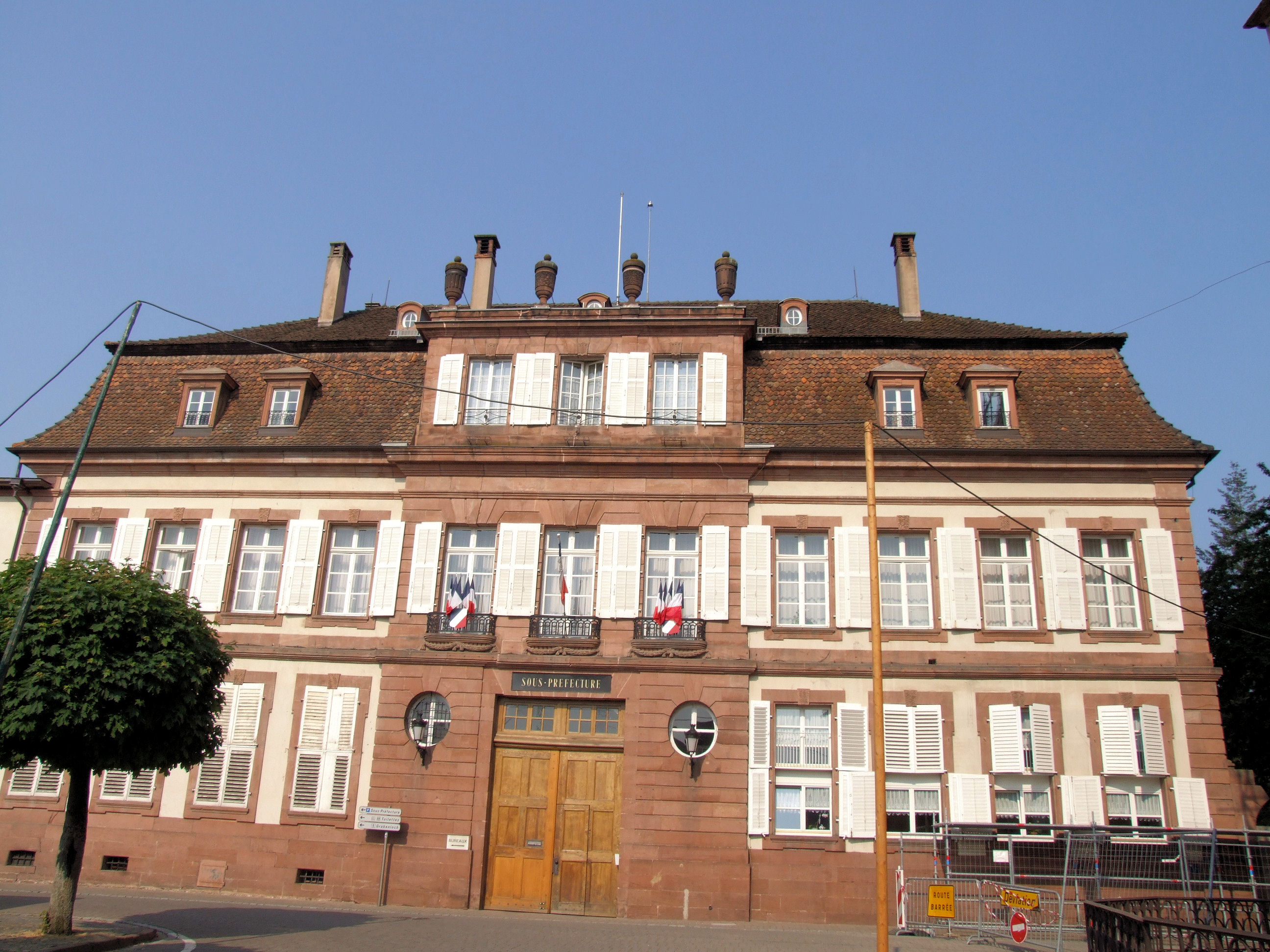
Maison du doyen.
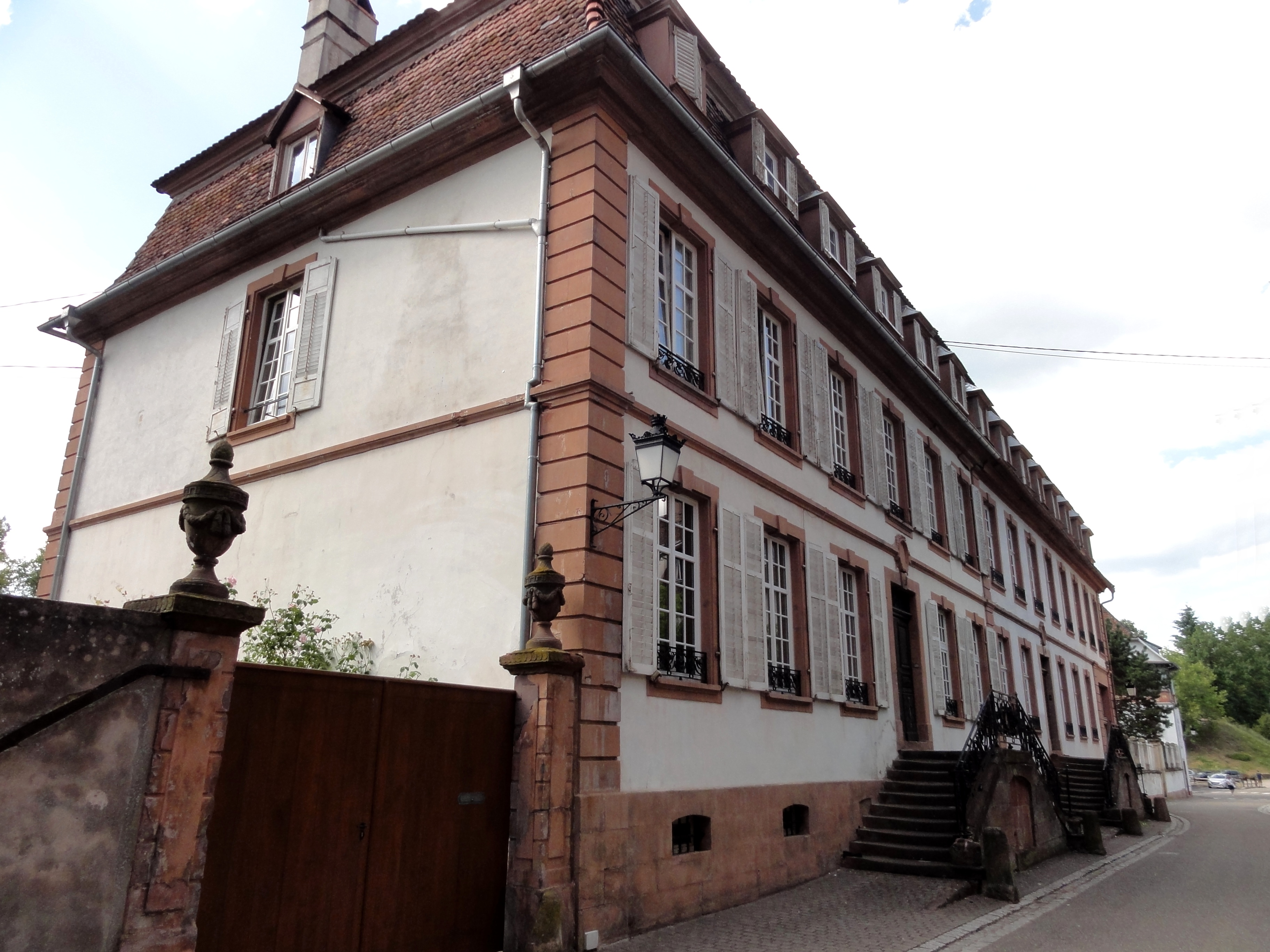
Maisons jumelées de chanoines.
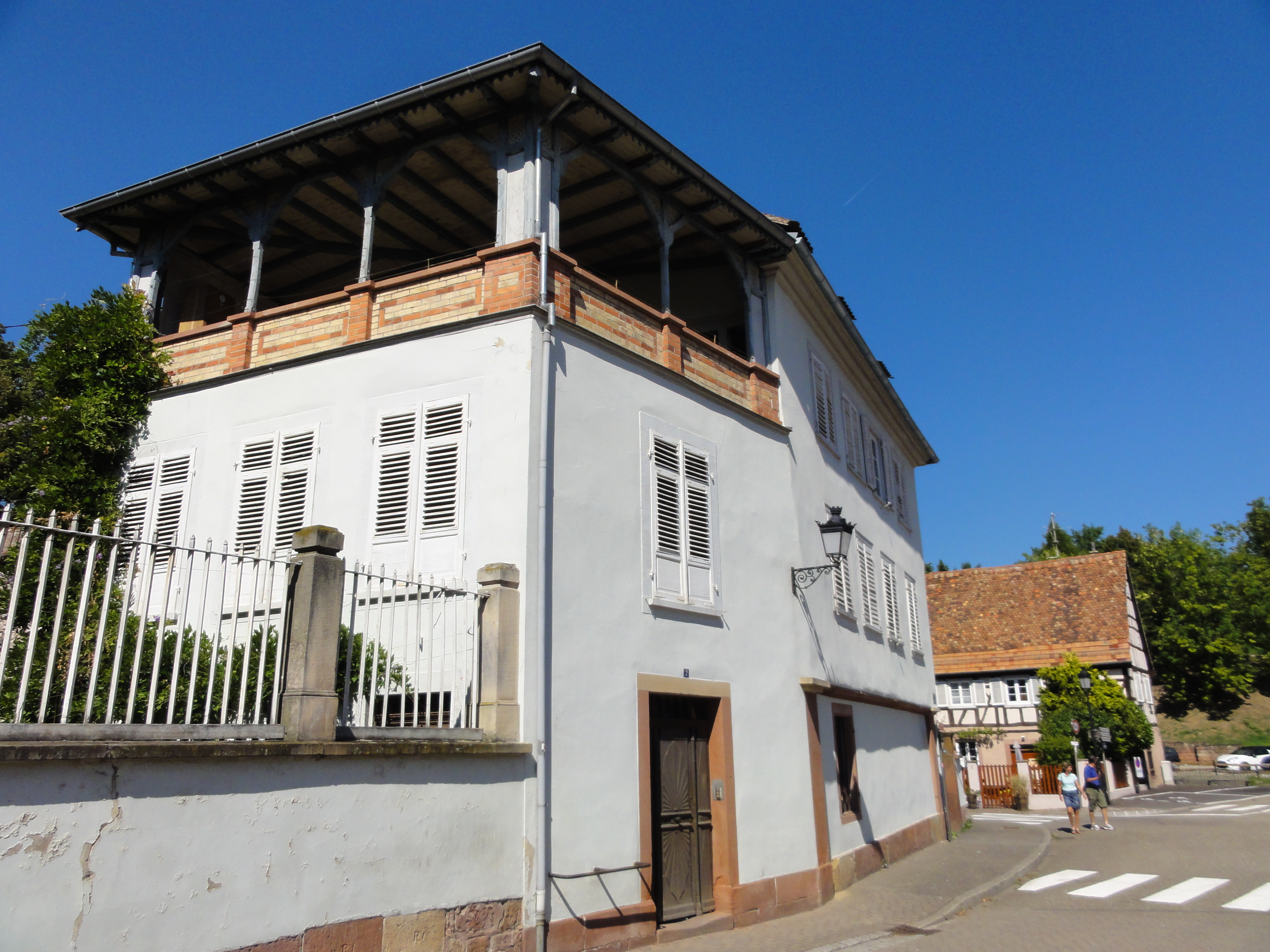
Maison du portier.

## Référence historique
En 1592, Bernhart Hertzog a écrit sur l'abbaye de Weissenburg dans l'Edelsasser Chronik :

« Das Closter Weissenburg Sanct Benedicten Ordens ist der mächtigsten und ältesten Clöszters eines in Teutschland gewesen; wird unter die vier Abteyen des Römischen Reichs gezahlt, ward gebauen in dem Elsass an dem Berg Vogeseo in der Reichsstatt Weissenburg bey dem Fluss die Lautter genannt, welche mitten durch die Staat fleusst, an einem lustigen Ort des Bistumbs; die Alten haben es Witzenburg oder der Weisheit Burg genannt, dieweil die Münch solches Closters jederzeit in guter Lehr gehalten worden. »

« Le monastère Weissenburg, de l'ordre de Saint-Benoît, était le plus puissant et le plus ancien des monastères d'Allemagne ; il fait partie des quatre abbayes de l'Empire romain, a été construit en Alsace dans les montagnes des Vosges dans le la ville impériale Weissenburg près de la rivière appelée Lautter, qui la traverse au milieu, dans un endroit plaisant du diocèse ; les anciens l'appelaient Witzenburg ou le château de la sagesse, car les moines recevaient toujours un bon enseignement dans ces monastères. »

Le nom Weißenburg peut également provenir du calcaire blanc de la région[réf. nécessaire].

## Source
- (de) Cet article est partiellement ou en totalité issu de l’article de Wikipédia en allemand intitulé « Kloster Weißenburg (Elsass) » (voir la liste des auteurs).